# Mémorial soviétique (Treptower Park)
Le Mémorial soviétique du Treptower Park est un monument et un cimetière militaire situé dans le parc de Treptow (en allemand : Treptower Park) à Berlin en Allemagne. Ce mémorial est dédié à tous les combattants de l'Armée rouge tombés lors de la Seconde Guerre mondiale.
Érigé en mai 1949, il fut construit à l'initiative de l'Armée soviétique et est l'œuvre d'artistes d'URSS.
Le mémorial du Treptower Park abrite également la sépulture de 4 800 soldats soviétiques, tués au cours des derniers jours de la bataille de Berlin en mai 1945.
10,7 millions de soldats de l'Armée rouge sont morts lors de la Seconde Guerre mondiale.

## Mémoriaux soviétiques à Berlin
L'Armée rouge aménagea à Berlin trois lieux commémoratifs après la Seconde Guerre mondiale. La conquête de la ville coûta la vie à 20 000 soldats soviétiques. Ces mémoriaux ne sont pas seulement des commémorations du triomphe contre le national-socialisme, mais sont principalement des sépultures pour les soldats et donc des cimetières militaires soumis aux conventions de Genève. Le cimetière de Treptower Park est le plus important des trois. Les deux autres sont le mémorial de Schönholzer Heide et celui de Tiergarten. Un autre mémorial, plus modeste, le Mémorial soviétique de Berlin-Buch, a été édifié entre 1947 et 1948.

## Histoire de la construction

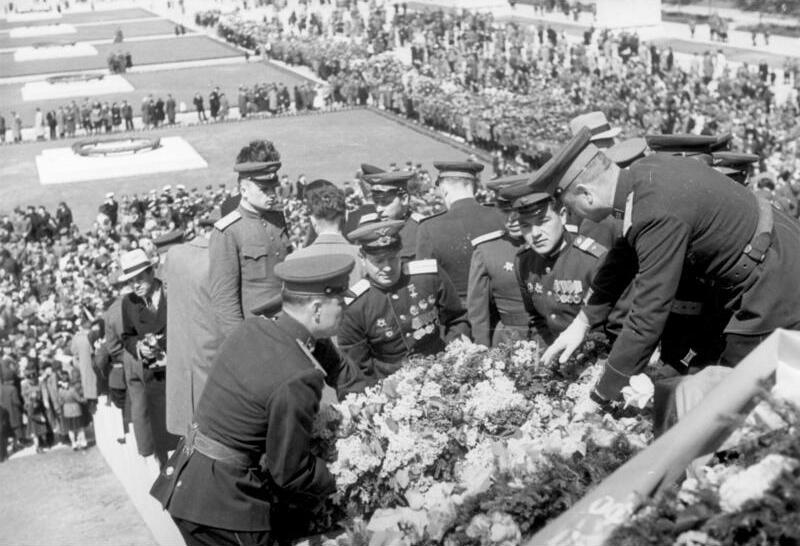
Cérémonie en 1949.

La construction du mémorial a fait l'objet d'un concours organisé par l'Armée d'occupation soviétique. Cinquante-deux projets ont été déposés.
Le Treptower Park était auparavant un terrain de sport et de jeux. C'est le projet d'une association d'artistes qui, en juin 1946, a été choisi. L'architecte Iakov Bielopolski, le sculpteur Ievgueni Viktorovitch Voutchetitch, le peintre Alexandre Gropenko et l'ingénieur Sarra Valerius participèrent à la construction du mémorial du Treptower Park dont les travaux s'achevèrent en mai 1949.
Le marbre et les pierres utilisés pour la construction proviendraient en grande partie de la nouvelle chancellerie voulue par Hitler inaugurée en 1938 et détruite en 1945,.
La statue du soldat de l'Armée rouge a été restaurée en octobre 2003 par une entreprise de Rügen (Mecklembourg-Poméranie-Occidentale) et ramenée à Berlin par bateau. Depuis le 4 mai 2004, la statue se trouve à nouveau sur son socle.

## Description
Venant de l'allée Pouchkine, on passe sous une grande porte en granite. Des textes sur des bas-reliefs, écrits en allemand et en russe, honorent les héros : Ewiger Ruhm den Helden, die für Freiheit und Unabhängigkeit der sozialistischen Heimat gefallen sind (qui signifie : « Gloire éternelle aux héros qui sont tombés pour la liberté et l'indépendance de la patrie socialiste »).
Ensuite vient un parvis sur lequel figure une statue de trois mètres de hauteur. Il s'agit d'une statue de la « Mère Patrie » (Mutter Heimat). Elle représente une femme pleurant son enfant mort pour la Patrie.
Le cimetière commence à cet endroit. Il s'étend derrière deux gigantesques drapeaux abaissés, en granit rouge, gardés par des soldats agenouillés. Celui de gauche est âgé, celui de droite est plus jeune. En grand apparat et armés, ils rendent hommage à leurs camarades et gardent leurs tombes.
Deux rangées de huit sarcophages représentent chacun les seize républiques qui composaient alors l'Union soviétique. Des bas-reliefs sur les sarcophages représentent les guerres menées par le peuple soviétique. Y figurent également des citations de Staline, à droite en russe et à gauche en allemand.
Au bout de l'axe se dresse la statue en bronze d'un soldat de l'Armée rouge du sculpteur Evgueni Voutchetitch qui porte un enfant sur un bras, pointe le sol de son épée et foule de son pied une croix gammée brisée.
L'enfant symbolise le peuple innocent qui peut espérer un avenir meilleur dans les bras du sauveteur. Sous la statue se trouve une coupole accessible où une mosaïque est visible.
Le monument est le point final d'un complexe totalisant 10 hectares.

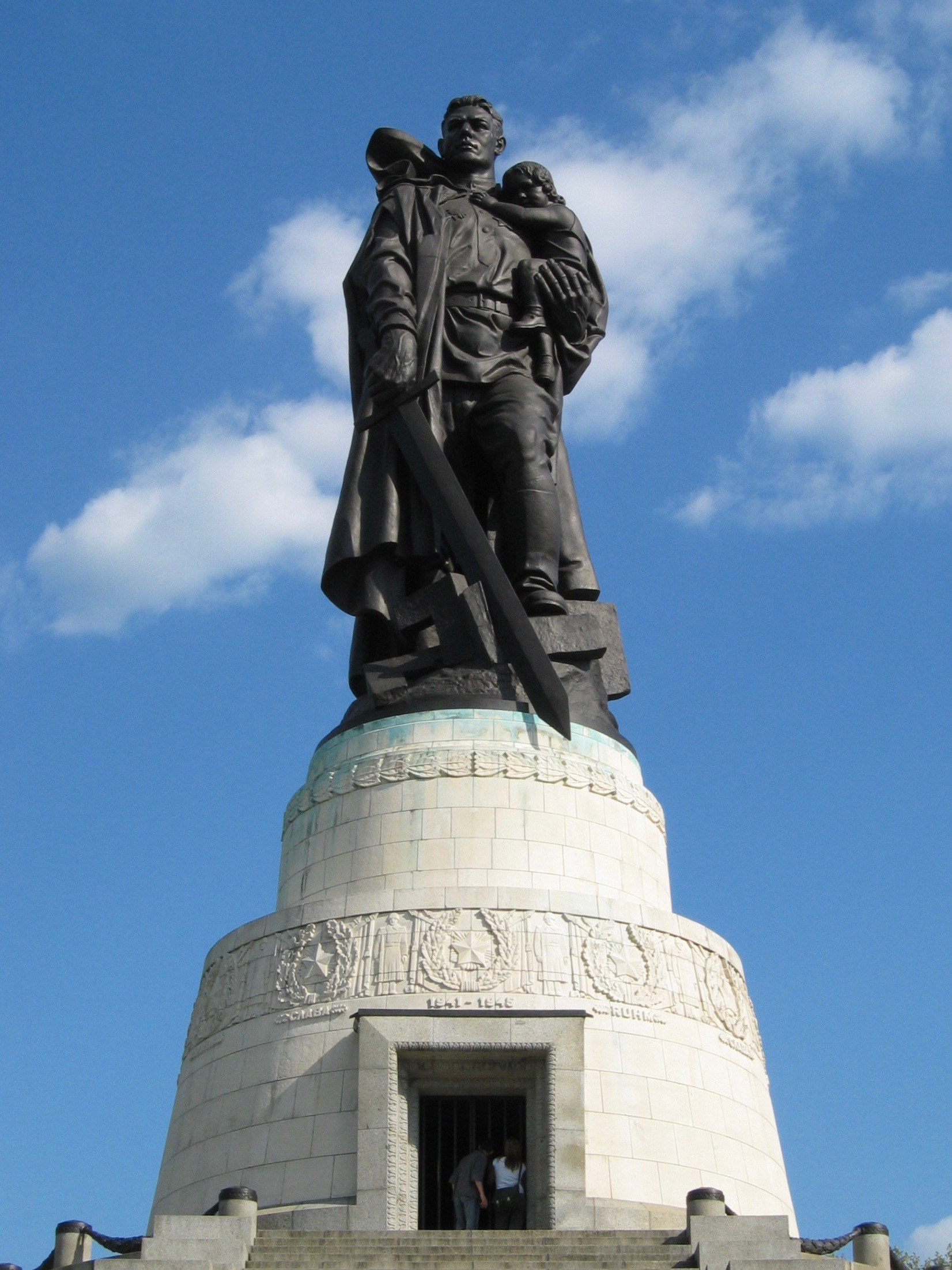
Détail de la statue.
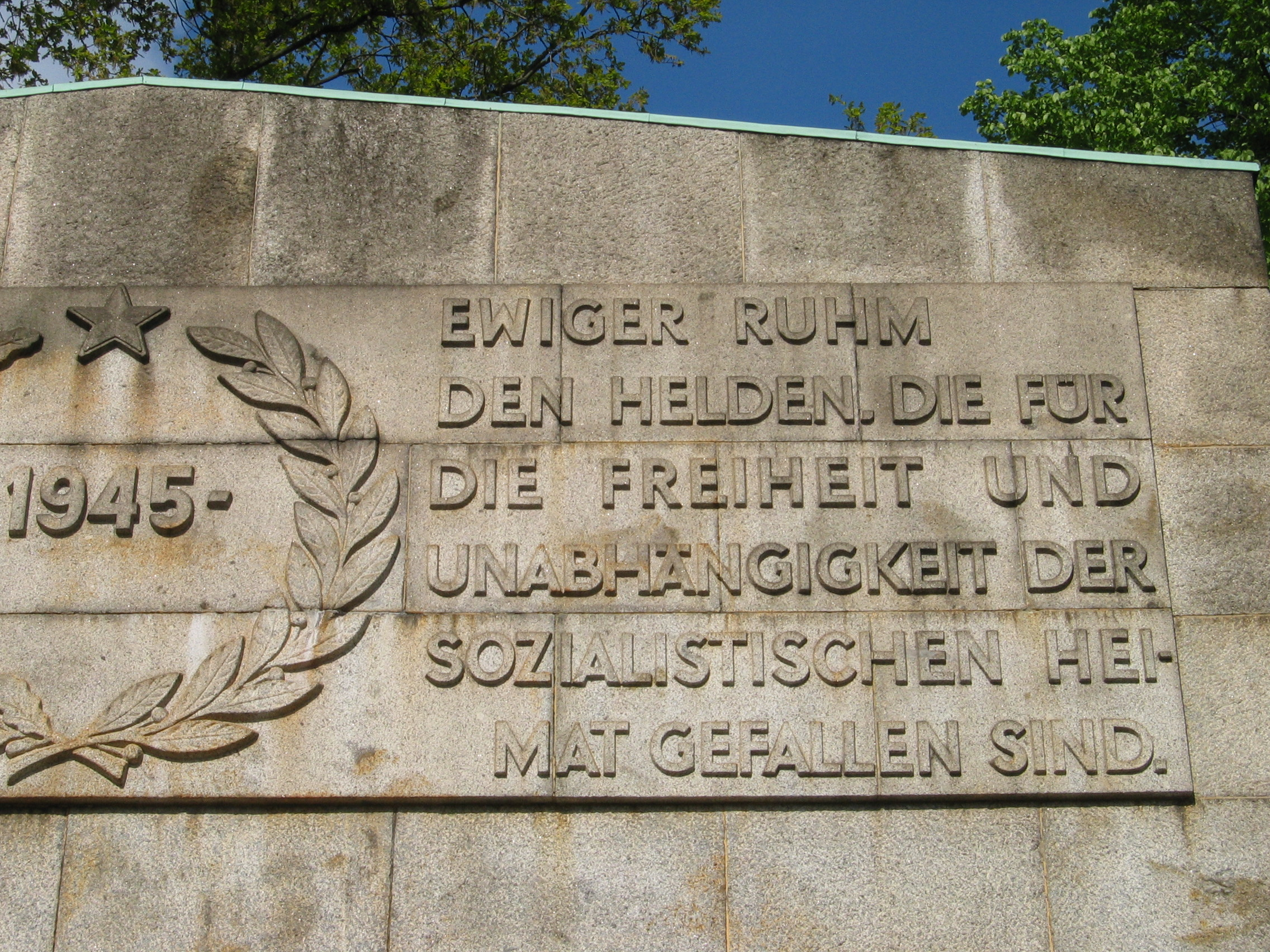
Bas-relief dans la porte.
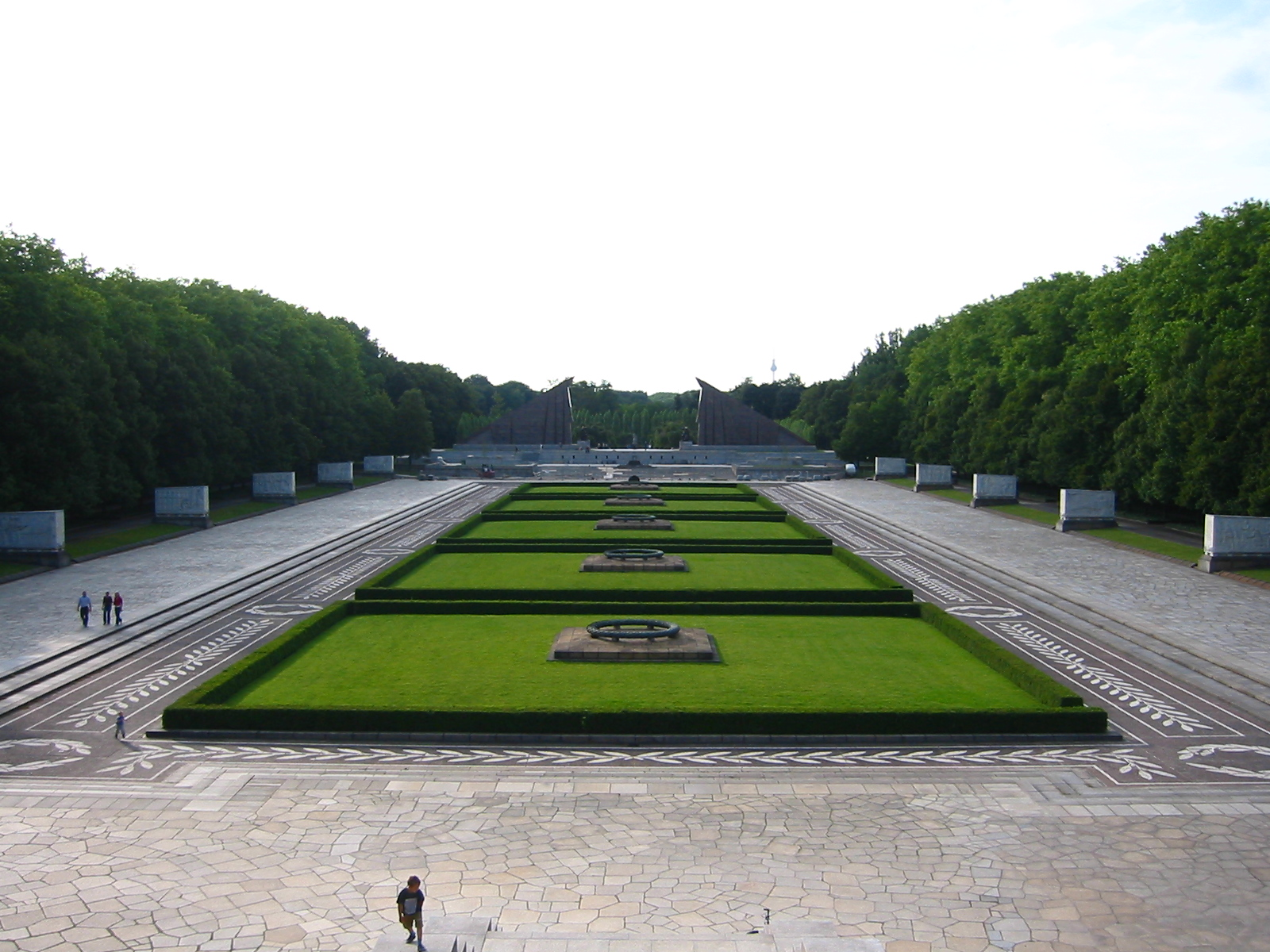
Vue d'ensemble depuis le monticule.
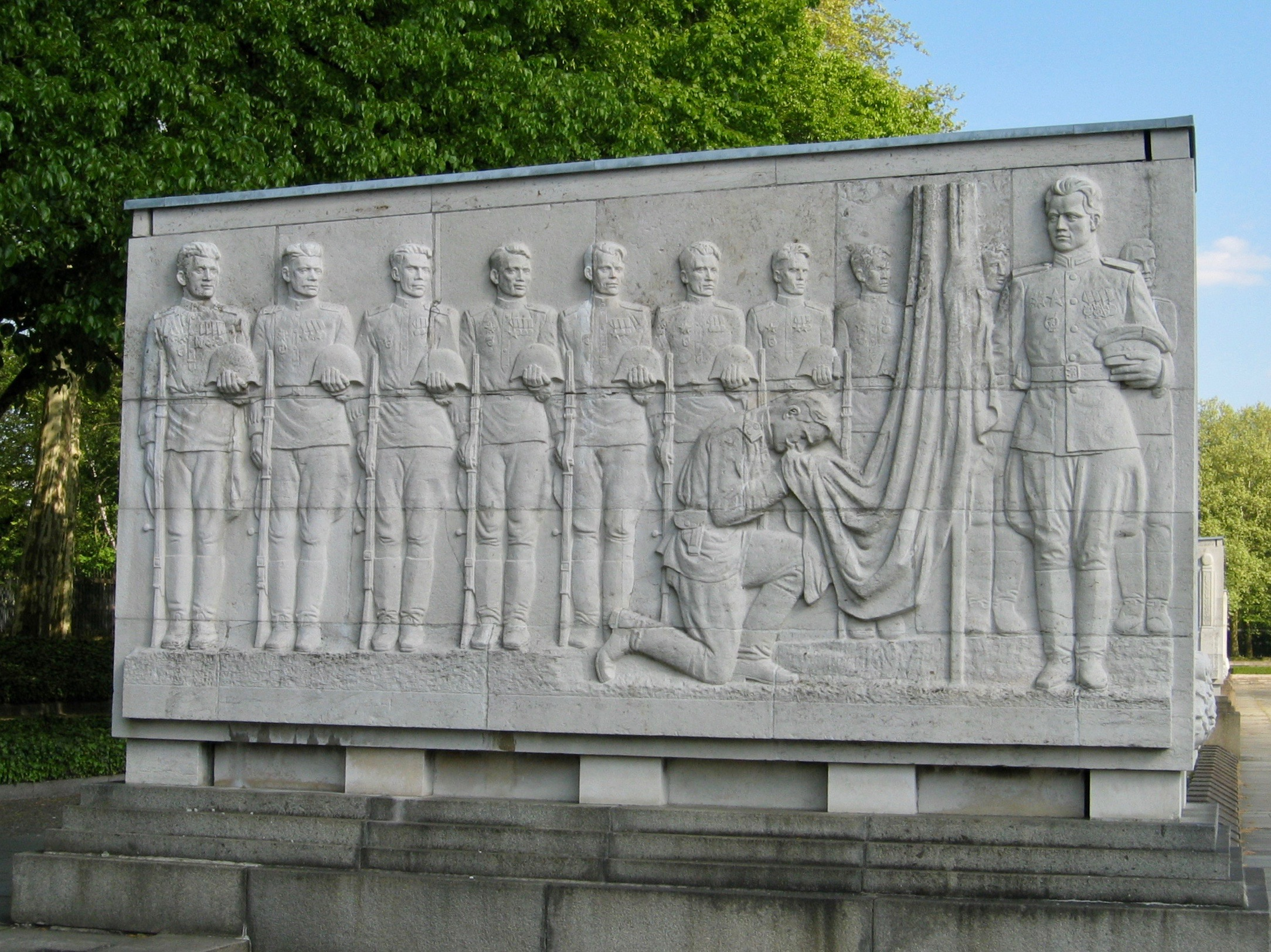
Un des sarcophages.
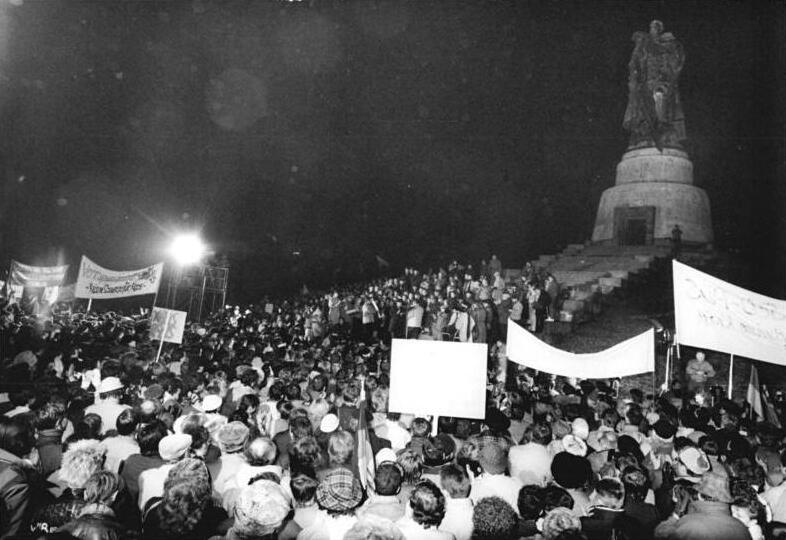
Manifestation en janvier 1990, dans le contexte de la réunification allemande.